# Verwaltungsgliederung Nigers
Der westafrikanische Staat Niger gliedert sich auf der höchsten Ebene in sieben Regionen (régions) und die Hauptstadtgemeinde Niamey. Die Regionen teilen sich in insgesamt 63 Departements (départements), diese wiederum in 254 Gemeinden (communes).

## Regionen, Départements und Gemeinden
- Agadez
  - Aderbissinat: Aderbissinat
  - Arlit: Arlit, Dannet, Gougaram
  - Bilma: Bilma, Dirkou, Djado, Fachi
  - Iférouane: Iférouane, Timia
  - Ingall: Ingall
  - Tchirozérine: Agadez, Dabaga, Tabelot, Tchirozérine
- Diffa
  - Bosso: Bosso, Toumour
  - Diffa: Chétimari, Diffa, Gueskérou
  - Goudoumaria: Goudoumaria
  - Maïné-Soroa: Foulatari, Maïné-Soroa, N’Guelbély
  - N’Gourti: N’Gourti
  - N’Guigmi: Kabléwa, N’Guigmi
- Dosso
  - Dioundiou: Dioundiou, Karakara, Zabori
  - Boboye: Birni N’Gaouré, Fabidji, Fakara, Harikanassou, Kankandi, Kiota, Koygolo, N’Gonga
  - Dogondoutchi: Dan-Kassari, Dogondoutchi, Dogonkiria, Kiéché, Matankari, Soucoucoutane
  - Dosso: Dosso, Farey, Garankédey, Gollé, Goroubankassam, Karguibangou, Mokko, Sambéra, Tessa, Tombokoirey I, Tombokoirey II
  - Falmey: Falmey, Guilladjé
  - Gaya: Bana, Bengou, Gaya, Tanda, Tounouga, Yélou
  - Loga: Falwel, Loga, Sokorbé
  - Tibiri: Douméga, Guéchémé, Koré Maïroua, Tibiri
- Maradi
  - Aguié: Aguié, Tchadoua
  - Bermo: Bermo, Gadabédji
  - Dakoro: Adjékoria, Azagor, Bader Goula, Birni Lallé, Dakoro, Dan-Goulbi, Korahane, Kornaka, Maïyara, Roumbou I, Sabon-Machi, Tagriss
  - Gazaoua: Gangara, Gazaoua
  - Guidan Roumdji: Chadakori, Guidan Sori, Guidan Roumdji, Saé Saboua, Tibiri
  - Madarounfa: Dan-Issa, Djiratawa, Gabi, Madarounfa, Maradi, Safo, Sarkin Yamma
  - Mayahi: Attantané, El Allassane Maïreyrey, Guidan Amoumoune, Issawane, Kanan-Bakaché, Mayahi, Sarkin Haoussa, Tchaké
  - Tessaoua: Baoudetta, Hawandawaki, Koona, Korgom, Maïjirgui, Ourafane, Tessaoua
- Tahoua
  - Abalak: Abalak, Akoubounou, Azèye, Tabalak, Tamaya
  - Bagaroua: Bagaroua
  - Birni-N’Konni: Alléla, Bazaga, Birni-N’Konni, Tsernaoua
  - Bouza: Allakaye, Babankatami, Bouza, Déoulé, Karofane, Tabotaki, Tama
  - Illéla: Badaguichiri, Illéla, Tajaé
  - Keita: Garhanga, Ibohamane, Keita, Tamaské
  - Madaoua: Azarori, Bangui, Galma Koudawatché, Madaoua, Ourno, Sabon-Guida
  - Malbaza: Doguérawa, Malbaza
  - Tahoua: Affala, Bambeye, Barmou, Kalfou, Tahoua, Takanamat, Tébaram
  - Tassara: Tassara
  - Tillia: Tillia
  - Tchintabaraden: Kao, Tchintabaraden
- Tillabéri
  - Abala: Abala, Sanam
  - Ayérou: Ayérou, Inatès
  - Balleyara: Tagazar
  - Banibangou: Banibangou
  - Bankilaré: Bankilaré
  - Filingué: Filingué, Imanan, Kourfeye Centre, Tondikandia
  - Gothèye: Dargol, Gothèye
  - Kollo: Bitinkodji, Dantchandou, Hamdallaye, Karma, Kirtachi, Kollo, Kouré, Liboré, N’Dounga, Namaro, Youri
  - Ouallam: Dingazi, Ouallam, Simiri, Tondikiwindi
  - Say: Ouro Guélédjo, Say, Tamou
  - Téra: Diagourou, Gorouol, Kokorou, Méhana, Téra
  - Tillabéri: Anzourou, Bibiyergou, Dessa, Kourteye, Sakoïra, Sinder, Tillabéri
  - Torodi: Makalondi, Torodi
- Zinder
  - Belbédji: Tarka
  - Damagaram Takaya: Albarkaram, Damagaram Takaya, Guidimouni, Moa, Mazamni, Wamé
  - Dungass: Dogo-Dogo, Dungass, Gouchi, Malawa
  - Gouré: Alakoss, Bouné, Gamou, Gouré, Guidiguir, Kellé
  - Magaria: Bandé, Dantchiao, Kwaya, Magaria, Sassoumbroum, Wacha, Yékoua
  - Kantché: Dan-Barto, Daouché, Doungou, Ichirnawa, Kantché, Kourni, Matamèye, Tsaouni, Yaouri
  - Mirriah: Dogo, Droum, Gaffati, Gouna, Hamdara, Kolléram, Mirriah, Zermou, Zinder
  - Takeita: Dakoussa, Garagoumsa, Tirmini
  - Tanout: Falenko, Gangara, Olléléwa, Tanout, Tenhya
  - Tesker: Tesker
- Niamey